# 1992 TH1
1992 TH1 är en asteroid i huvudbältet som upptäcktes den 1 oktober 1992 av den amerikanske astronomen Henry E. Holt vid Palomarobservatoriet.
Asteroiden har en diameter på ungefär 11 kilometer.